# یوکی یاماگوچی
یوکی یاماگوچی (ژاپنی: 山口 優樹؛ زادهٔ ۱۲ دسامبر ۱۹۸۸) یک بازیکن فوتبال اهل ژاپن است.
از باشگاه‌هایی که در آن بازی کرده‌است می‌توان به باشگاه فوتبال فوکوشیما یونایتد اشاره کرد.